# Berlei
 (novembre 2018).
Si vous disposez d'ouvrages ou d'articles de référence ou si vous connaissez des sites web de qualité traitant du thème abordé ici, merci de compléter l'article en donnant les références utiles à sa vérifiabilité et en les liant à la section « Notes et références ».
Berlei est une marque de lingerie féminine fondée par Frederick R. Burley produisant en particulier des soutiens-gorge et des gaines.

## Histoire
La marque Berlei voit le jour en Australie, en 1917. Les sous-vêtements Berlei sont maintenant vendus en Australie par Pacific Brands et au Royaume-uni par Courtaulds Textiles.
Berlei a mené un projet de recherche pour déterminer le goût vestimentaire des clientes australiennes (figure type indicator).

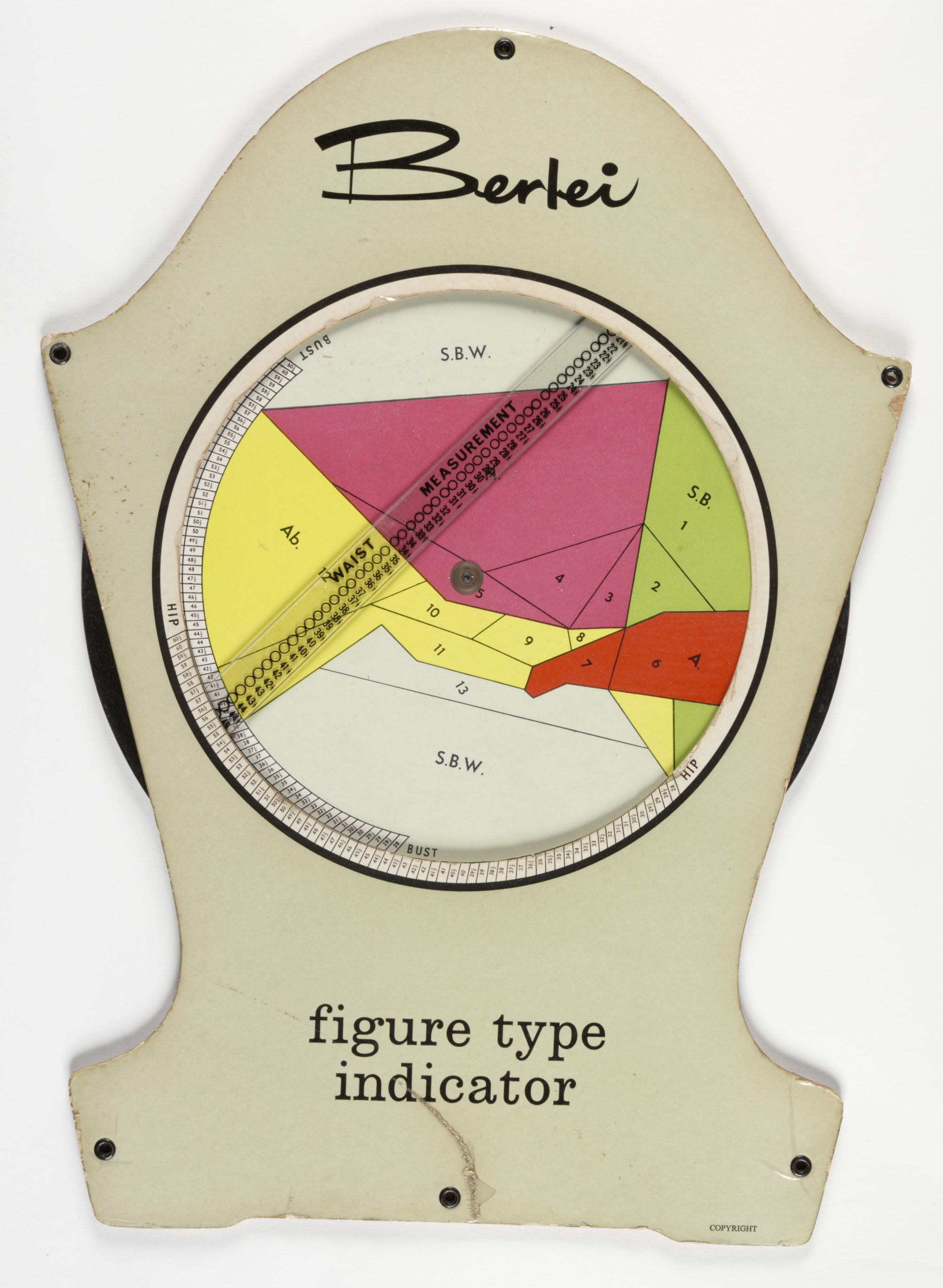

La dénomination de la marque provient du nom du fondateur de l'entreprise, Frederick Richard Burley, qui estime que son nom, normalement orthographié, n'est pas adapté à l'image des produits qu'il veut vendre.
Berlei a été l'une des premières sociétés australiennes à se développer en dehors de l'Australie. Berlei Nouvelle-Zélande est fondée en 1923 et Berlei Royaume-Uni en 1930.